# Авенија Фош, Париз
Авенија Фош је авенија у 16. округу Париза, Француска, која од 1929. године носи име Фердинанда Фоша, маршала из Првог светског рата. То је једна од најпрестижнијих улица у Паризу и једна од најскупљих адреса на свету, дом многих великих палата, укључујући оне које припадају породицама Оназис и Ротшилд. Ротшилди су некада поседовали бројеве 19–21. Авенија се простире од Тријумфалне капије ка југозападу до метро станице Порте Дофин на ивици Булоњске шуме. То је најшира авенија у Паризу и целом дужином пружа се и дрворед кестена.

## Историја
Авенија је изграђена током владавине цара Наполеона III, као део великог плана за обнову Париза који је водио Наполеонов префект департмана Сена, барон Осман. Дизајнирана је да повеже Place d'Etoile (Трг звезда) са другим важним делом Османовог плана, Булоњском шумом, новим јавним парком на западном крају града. Првобитни план Jacques Ignace Hittorff-а, који је деценијама раније дизајнирао Трг Конкорд, предвиђао је авенију широку четрдесет метара између модерне авеније Виктора Игоа и модерне авеније Grand Armée (Велике војске). Осман је укинуо овај план и уместо тога предвидео је авенију широку најмање сто метара, ширу од Јелисејских поља између Тријумфалне капије и нове Булоњске шуме. Циљ је био да обезбеди модерним Парижанима импресивну и величанствену могућност да се у кочијама шетају од центра града до шуме, да виде и буду виђени. Требало је да се зове Avenue de l'Impératrice, Авенија царице, за царицу Евгенију, супругу Наполеона III.
Авенију је саградио Жан-Шарл Адолф Алфан, главни инжењер Париске службе шеталишта и паркова, који је такође дизајнирао Болоњску шуму, Венсенску шуму и друге паркове и тргове које је изградио Наполеон III. Гвоздене ограде и лампе дизајнирао је архитекта Гебријел Девју, који је током тог периода дизајнирао сву препознатљиву архитектуру паркова Париза, од фонтана и храмова до капија и ограда. Коначни пројекат састојао се од централне авеније ширине сто двадесет метара и дужине 1300 метара, уз коју су пролазили тротоари за пешаке, стазе за јахање коњаника и укрштене уличице, са редовима кестена и украшена украсним травњацима и баштама по целој дужини егзотичним цвећем и биљкама. То је, у ствари, био продужетак Булоњске шуме и био је директно повезан са авенијама и стазама парка.
Отворена је 1854. године, одмах је била популарна међу Парижанима, али није дуго задржала име. Након пада Наполеона III 1870. године, назив је промењен из Авенија царице у Авенија генерала Уриша, а затим 1875. у Авенија Булоњске шуме. Назив је поново промењен 1929. године у Авенија Фош, по хероју Првог светског рата, који је умро те године.
Током Другог светског рата улица је добила надимак «авенија Бош» од стране Парижана („Бош“ је сленг реч за „немачки“). Седиште Гестапоа налазило се једно време под бројем 72, а канцеларија Одељења IV B4 Гестапоа, која је била одговорна за хапшење и депортацију француских Јевреја у концентрационе логоре, имала је канцеларију у броју 31. Британски агент Питер Черчил мучен је на петом спрату броја 84. Преживео је рат.

## Вртови
Вртови Авеније Фош заузимају простор од 6,62 хектара, у простору дужине 1200 метара и ширине 140 метара. Поред четири хиљаде стабала која се нижу поред те авеније, у врту је првобитно било засађено 2.400 различитих врста дрвећа и биљака, чинећи га, како је написао Алфан, „својеврсном ботаничком баштом“. Многа оригинална стабла и даље се могу наћи у баштама, укључујући дрво кестена из Индије, обима 4,7 метара; из 1852. године, брест из Сибира, обима 3,8 метара (1852); и џиновско дрво каталпе обима 3,5 метра (1852).
У вртовима се налази споменик Алфану, који је откривен 14. децембра 1899.